# MetaBlizzard
MetaBlizzard (арт-проект) — российский арт-проект, организованный художником Николаем Копейкиным совместно с арт-группой Why Team, на основе коллекции картин «Бой снеговиков с углевиками». «MetaBlizzard» — это «сказочное метапространство, куда перемещаются волшебная жизнь и борьба Снеговиков и Углевиков», — персонажей картин художника Николая Копейкина. Работы Николая Копейкина хранятся в собраниях Третьяковской галереи и Русского музея. Арт-проект представляет собой цифровую арт-коллекцию, которая претендует на место одной из крупнейших цифровых арт-коллекций в мире.

## Арт-проект «MetaBlizzard»

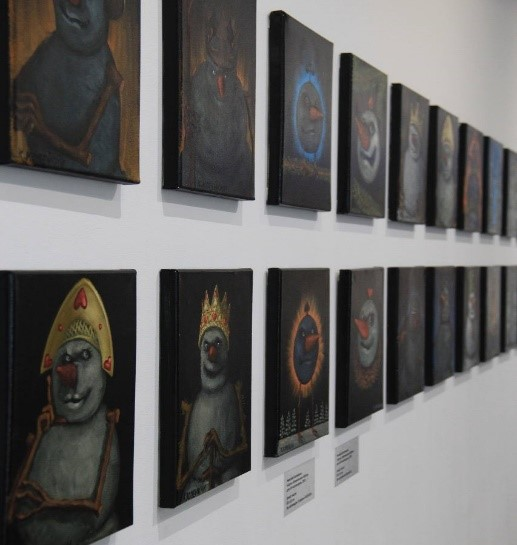
Выставка картин выставочном зале Art Box

Проект представляет собой исследование перехода физического арта художника в цифровой формат. В январе 2022 года объединение артпространств г. Санкт-Петербурга: галереи «АртБокс» с арт-командой WhyTeam и галереи «Свиное рыло», возглавляемой художником Николаем Копейкиным, создали арт-проект под названием «MetaBlizzard», направленного на перенос героев картин Н. Копейкина в виртуальный мир с использованием технологий блокчейна. Для арт-проекта была использована коллекция картин с Снеговиками и Углевиками. Николай Гусев сочинил оригинальную музыку, а известный видеорежиссер Андрей Гладких из театра Derevo, «оживил» картины. При создании «оживших в виртуальном мире» цифровых работ были использованы технологии блокчейна.
Проект впервые был представлен на форуме Blockchain Life 2022 в Москве. 30 июня 2022 в выставочном зале ArtBox открылась выставка художника, были представлены 38 работ с изображением главных героев серии — Снеговиков и Углевиков в стилистике мультреализма — фирменном жанре комикса, изобретенном Николаем Копейкиным в составе андеграундной арт-группы «Колдовские художники».
Арт-проект «MetaBlizzard» представлялся как на классических арт-выставках, так и на различных конференциях и ярмарках современного искусства (ярмарка искусства «1703», выставка работ Н. Копейкина «Криптозима» в галерее Артбокс, цифровая выставка «Криптозима» в метавселенной партнера проекта Артократия и др). Также, о проекте неоднократно упоминалось в популярных российских СМИ (Коммерсантъ, Собака, Бумага, Фонтанка, Сноб и др.)

## История Снеговиков и Углевиков
Первая картина «Бой Снеговиков с Углевиками» была написана в 2002 году. В рамках коллекции к каждой картине из серии с Снеговиками и Углевиками были написаны стихи или поэтические композиции, которые дополнили и усилили эмоциональную и художественную атмосферу произведений. По замыслу автора Николая Копейкина: «Много-много тысячелетий назад, в далекой метавселенной, столкнулись в смертельной битве представителей двух древних рас: снеговиков и углевиков, любимых творений великого гения.
История их многовековой вражды уходят корнями к началу зарождения миров. Когда-то они были братьями, но их вечное соперничество и желание доминировать привели к ужасным последствиям. Две стороны начали борьбу за победу своих идей и принципов раскрывая сущности тёмной и светлой сторон. Тусуемые высшими силами, добро и зло, свет и тьма, порядок и хаос перемешались во вселенной и уже никто не понимал кто прав, кто виноват.
Собственное могущество обернулась против них самих. Две древние расы уничтожили друг друга и ушли за кромку этого мира. Через века восстав из космической пыли их останки перемешанные метавьюгой воплотились в могучем артефакте — колоде карт. Именно в неё переселились образы тех, кто соперничал друг с другом в минувших временах. Как и было предсказано метавьюга вернула великих соперников в наш мир в виде карт, для последнего противостояния…»

## Выставки
Участие арт-проекта в различных мероприятиях:
- Blockchain Life 2022 (Москва)
- Blockchain Life 2023 (Дубай)
- Ярмарка искусства «1703» (Санкт-Петербург)
- Участие в I Питчинге региональных стартапов 2022 (Москва)
- Выставка работ Н. Копейкина «Криптозима» (галерея «ArtBOX», Санкт-Петербург)
- Крипто-семинар «Современные инвестиции 21 века», приуроченный к открытию выставки «Криптозима»
- Чемпионат по вейкбордингу (MetaBlizzard — генеральный спонсор)
- Прямой эфир в крупном крипто-сообществе «NFT на доступном»
- Цифровая выставка в метавселенной партнера проекта международной социальной сети искусства «Артократия»

## СМИ о проекте
- Коммерсантъ «Очень боюсь, а что делать? Только дурак не боится»
- Газета Metro Петербург «Почему Снеговики и Углевики мигрируют в виртуальное пространство»[14]
- Своё Дело Плюс «Художники переносят свое творчество в NFT»[15]
- Собака.ru «Художник Николай Копейкин запускает MetaBlizzard — NFT-проект и метавселенную Снеговиков и Углевиков»
- Бумага: всё о Петербурге "Петербургский художник Николай Копейкин выпустит коллекцию NFT со «Снеговиками и Углевиками»
- Фонтанка.ру «Снеговики и Углевики Николая Копейкина готовятся уйти в цифровой мир»
- Новый проспект «Художник Николай Копейкин создает NFT-проект MetaBlizzard и мигрирует в метавселенную»
- Сноб «В Санкт-Петербурге пройдет выставка художника Николая Копейкина, которая в последствии мигрирует в метавселенную»
- Where.ru Сергей Сергеев: «Мы сравниваем наш проект с работами Мураками»
- BCC BLOCKCHAIN CULTURE «Как классические художники приходят в NFT? Николай Копейкин, Why Team и Ольга Дворецкая запускают новый NFT-проект»